# Isabel Valls i Domènech
Isabel Valls i Domènech   (2 d'octubre de 1981) és una actriu de doblatge catalana que va començar la seva trajectòria com a tal el 1997. Ha estat la veu habitual d'Audrey Tautou (per exemple, en pel·lícules com Amélie), Kristen Stewart (a Crepuscle), Jennifer Lawrence (a Els jocs de la fam) i Penélope Cruz (tant en català com en castellà).
També va posar la veu a Elliot Page a Origen, a Amanda Seyfried en el paper de Sophie Sheridan a Mamma Mia!, al personatge de Lisbeth Salander interpretada per l'actriu Rooney Mara a Millennium: Els homes que no estimaven les dones i al personatge de la Barbie (interpretada per Margot Robbie) a la pel·lícula de Barbie de 2023.
A més, ha interpretat personatges de pel·lícules d'animació com el de Lola Bunny al doblatge en català de Space Jam: Noves llegendes i el de la reina Iduna a Frozen II.
Altres doblatges inclouen el de Taylor Swift a El dia de Sant Valentí, de Rihanna a Gresca fins al final, Selena Gomez a Hotel Transsilvània i, en castellà, Emma Stone a La La Land.
El 2020 va rebre un premi Retake com a millor actriu de doblatge en televisió d'imatge real per la sèrie Jamestown, on va doblar l'actriu Naomi Battrick.
És filla dels també actors de doblatge Esperança Domènech i Paco Valls.